# Yggdrasil Linux/GNU/X
Pour les articles homonymes, voir Yggdrasil (homonymie), Linux (homonymie), GNU (homonymie) et X.

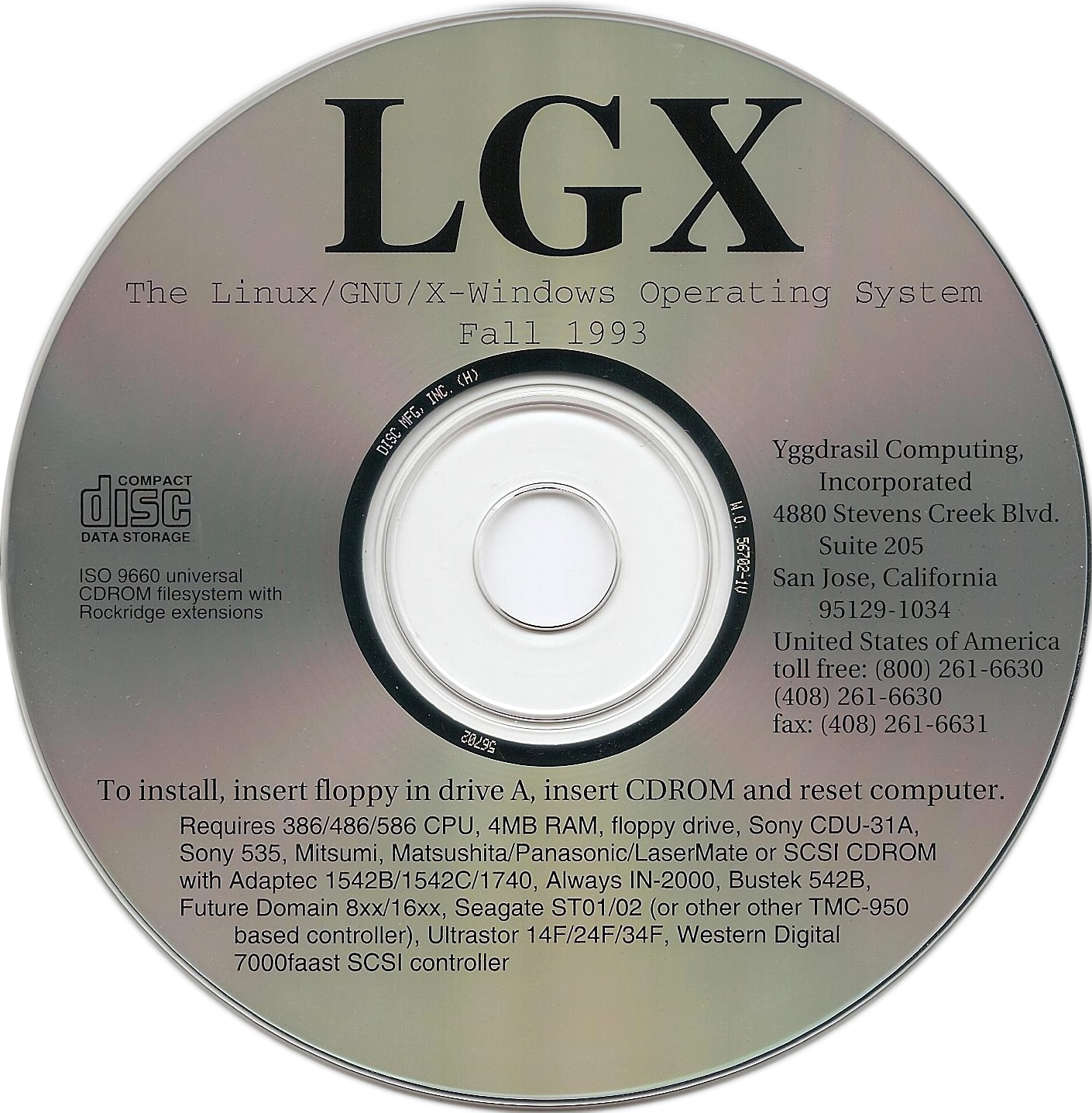
CD-Rom d'Yggdrasil Linux (automne 1993).

Yggdrasil Linux/GNU/X est une des premières distributions Linux, créée par la compagnie Yggdrasil, fondée par Adam Richter. Sa première version date de décembre 1992 et sa dernière version date de 1995. Son nom vient du Frêne Yggdrasil de la mythologie scandinave.
Cette distribution était la première distribution Linux sur CD-ROM.